# Katharine Hepburn
Katharine Houghton Hepburn, ameriška filmska, gledališka in televizijska igralka ter pop ikona, * 12. maj 1907, Hartford, Connecticut, ZDA, † 29. junij 2003, Fenwick, Old Saybrook, Connecticut, ZDA.
Katharine, legenda velikega platna, še danes nosi rekord igralke, največkrat nagrajene z akademijsko nagrado oskar (osvojila jo je štirikrat), pri številu nominacij pa jo prekaša edinole Meryl Streep, ki je bila nominirana petnajstkrat (Katharine pa 12-krat). Nagrado emmy je osvojila leta 1975 za glavno vlogo v televizijskem filmu Ljubezen na pogorišču (Love Among the Ruins), kjer je zaigrala poleg Laurenca Olivierja, poleg tega je bila nominirana še za štiri druge emmyje in dve nagradi tony v svojem več kot 70- letnem ustvarjalnem obdobju. Leta 1999 Ameriški filmski inštitut proglasil za najboljšo žensko zvezdo vseh časov.